# Mark Sears
Mark Christopher Sears (Muscle Shoals, Alabama, 19 de febrero de 2002) es un baloncestista estadounidense que pertenece a la plantilla de los Milwaukee Bucks de la NBA, con un contrato dual que le permite jugar además en los Wisconsin Herd de la G League. Con 1,80 metros de estatura, juega en la posición de base. 

## Trayectoria deportiva

### Universidad
Jugó dos temporadas con los Bobcats de la Universidad de Ohio, en las que promedió 15,1 puntos, 4,7 rebotes, 3,8 asistencias y 1,3 robos de balón por partido. En su primera temporada comenzó desde el banquillo, pero empezó a tener más minutos después de que Jason Preston quedara fuera por una lesión en la pierna. En su segunda temporada fue incluido en el mejor quinteto de la Mid-American Conference, tras promediar 19,6 puntos, 6,0 rebotes y 4,1 asistencias por encuentro. El 30 de marzo de 2022 entró en el portal de transferencias de la NCAA.
El 8 de abril de 2022 anunció que se había comprometido con los Crimson Tide de la Universidad de Alabama. Jugó tres temporadas, en las que promedió 17,6 puntos, 3,5 rebotes, 3,9 asistencias y 1,2 robos de balón por partido. En 2024 fue incluido en el segundo equipo All-American consensuado, mientras que en 2025 lo fue en el primero, convirtiéndose en el primer jugador de la universidad de Alabama en aparecer en un primer equipo consensuado All-American en sus más de cien años de historia.

#### Estadísticas
| Año     | Equipo  | PJ  | PT  | MPP  | %TC  | %3P  | %TL  | RPP | APP | ROB | TPP | PPP  |
| ------- | ------- | --- | --- | ---- | ---- | ---- | ---- | --- | --- | --- | --- | ---- |
| 2020–21 | Ohio    | 24  | 5   | 19.5 | .467 | .279 | .851 | 2.8 | 3.4 | 1.0 | .0  | 8.5  |
| 2021–22 | Ohio    | 35  | 35  | 35.7 | .444 | .408 | .884 | 6.0 | 4.1 | 1.7 | .1  | 19.6 |
| 2022–23 | Alabama | 37  | 37  | 29.8 | .406 | .345 | .847 | 3.5 | 2.6 | 1.2 | .1  | 12.5 |
| 2023–24 | Alabama | 37  | 37  | 33.6 | .508 | .436 | .857 | 4.2 | 4.0 | 1.6 | .1  | 21.5 |
| 2024–25 | Alabama | 37  | 37  | 32.3 | .403 | .345 | .844 | 2.9 | 5.1 | .9  | .1  | 18.6 |
| Total   | Total   | 170 | 151 | 30.9 | .445 | .375 | .858 | 3.9 | 3.9 | 1.3 | .1  | 16.7 |

### Profesional
Tras no ser elegido en el Draft de la NBA de 2025, el 26 de junio firmó un contrato dual con los Milwaukee Bucks.